# لاسکووا (استان اشوی‌داشکسیه)
لاسکووا (به لهستانی: Laskowa) یک منطقهٔ مسکونی در لهستان است که در گمینا ووجسواو واقع شده‌است.